# Che fare? (romanzo)
Che fare?, in russo Что делать??, è un romanzo dello scrittore russo Nikolaj Gavrilovič Černyševskij.
L'opera fu composta fra il dicembre 1862 ed il 1863 nella fortezza di Pietro e Paolo, a San Pietroburgo, dove Černyševskij era tenuto prigioniero. A carico di Černyševskij non era stata formulata nessuna accusa formale, ma si era certamente attirato le attenzioni della polizia zarista per la sua feroce critica alla politica di Alessandro II.

## Diffusione ed impatto dell'opera
Il romanzo fu pubblicato nella primavera del 1863 nei numeri 3, 4 e 5 del Sovremennik, il giornale sul quale l'autore aveva proclamato le proprie idee democratiche e rivoluzionarie prima dell'arresto. Fu però immediatamente sequestrato, e fino al 1905, anno in cui fu pubblicato integralmente per la prima volta, venne diffuso solo attraverso copie clandestine. Tuttavia questo non diminuì la portata dell'opera e il grande influsso che essa ebbe su diverse generazioni di giovani rivoluzionari, compreso Lenin che darà lo stesso titolo al suo lavoro del 1902 sull'organizzazione del partito proletario rivoluzionario.
Negli anni trenta, Černyševskij e il suo Che fare? sono stati derisi da Vladimir Nabokov nel quarto capitolo de Il dono: attraverso lo sguardo del protagonista-scrittore Fëdor Godunov-Čerdyncev leggiamo un'opera nell'opera: una biografia caricaturale di Černyševskij e della genesi di Che fare?.

## Edizioni italiane
- Nikolaj Gavrilovič Černyševskij, Che fare?, trad. it. e a cura di Ignazio Ambrogio, Roma, Editori Riuniti, 1977